# Брюс Вілсон
Брюс Вілсон (англ. Bruce Wilson, нар. 20 червня 1951, Ванкувер) — канадський футболіст, що грав на позиції захисника. Відомий за виступами у низці клубів Канади та США, а також у складі національної збірної Канади, у складі якої він став переможцем Чемпіонату націй КОНКАКАФ 1985 року.

## Клубна кар'єра
Брюс Вілсон народився у Ванкувері, та розпочав виступи у професійному футболі 1974 року в місцевій команді «Ванкувер Вайткепс», в якій грав до 1977 року, взявши участь у 92 матчах чемпіонату, швидко ставши одним із основних гравців захисту команди. У 1978 році Вілсон став гравцем іншої команди Північноамериканської футбольної ліги «Чикаго Стінг», у складі якої грав до кінця 1979 року. У 1980 році канадський футболіст грав у складі іншого клубу NASL «Нью-Йорк Космос». 1981 року перейшов до клубу «Торонто Бліззард», за який грав до 1986 року, зіграв у його складі 106 матчів. У 1986 році завершив професійну кар'єру футболіста.

## Виступи за збірну
У 1974 року Брюс Вілсон дебютував у складі національної збірної Канади. У 1984 році футболіст грав у складі збірної на Олімпійських іграх у Лос-Анджелесі. У 1985 році футболіст нетривалий час виконував обов'язки головного тренера збірної Канади. У 1985 році Вілсон у складі збірної став переможцем Чемпіонату націй КОНКАКАФ, що дало канадській збірній путівку на чемпіонат світу 1986 року у Мексиці. На самому чемпіонаті Брюс Вілсон брав участь у всіх 3 матчах збірної, втім збірна Канади не подолала груповий етап чемпіонату. Після чемпіонату світу завершив виступи в національній збірній. Загалом протягом кар'єри у національній команді провів у її формі 53 матчі.

## Титули і досягнення
- Переможець Чемпіонату націй КОНКАКАФ: 1985